# Udo Düllick

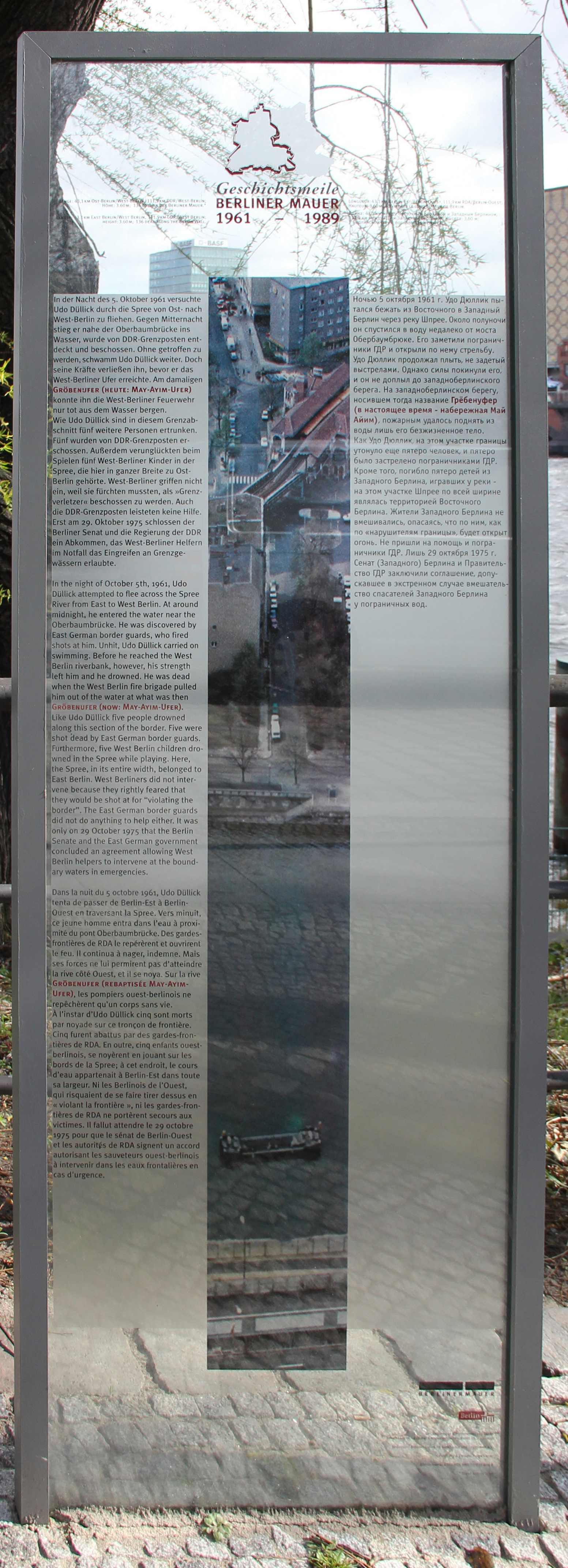
Tablica pamiątkowa przy May-Ayim-Ufer w Berlinie

Udo Düllick (ur. 3 sierpnia 1936 w Werder, zm. 5 października 1961 w Berlinie) – ofiara śmiertelna Muru Berlińskiego. Düllick utonął w Sprewie na granicy dzielnic Friedrichshain i Kreuzberg podczas próby ucieczki do Berlina Zachodniego.

## Życiorys
Po ukończeniu studiów inżynierskich w Dreźnie Düllick podjął zatrudnienie w Deutsche Reichsbahn. Jeszcze wówczas mieszkał wraz z rodzicami i bratem w położonym niedaleko na wschód od Berlina mieście Werder. Rodzina mocno pielęgnowała tradycje katolickie, po śmierci matki ojciec ożenił się ponownie. Brat wyjechał w 1959 r. do RFN.
Wieczorem 5 października 1961 r. Düllick uczestniczył w imprezie zorganizowanej przez własny zakład pracy w związku ze zbliżającymi się obchodami rocznicy założenia NRD. W przebiegu tejże wdał się w kłótnię ze swoim przełożonym zrywając mu w przypływie złości dystynkcje. W odpowiedzi na niniejsze zachowanie został dyscyplinarnie zwolniony z pracy. Opuściwszy zakład udał się w środku nocy taksówką w okolice portu Osthafen, po czym rozebrawszy się wskoczył przy moście Oberbaumbrücke do wody. Płynąc w kierunku zachodniego nabrzeża został zauważony przez żołnierzy straży granicznej, którzy początkowo oddali jedynie strzały ostrzegawcze, potem natomiast strzelili kilkakrotnie w kierunku samego uciekiniera. Düllick nie został trafiony, mimo to utonął na skutek wyczerpania. Zachodnioberlińska straż pożarna wydobyła zwłoki, nie znając jeszcze wówczas nazwiska uciekiniera.
Zdarzenie nie uszło uwadze mieszkańców Berlina Zachodniego, którzy musieli jednak pozostać na nabrzeżu, ponieważ przebiegająca w tym miejscu Sprewa w całości należała do wschodniej części miasta. Wydarzenie wywołało falę protestów w Berlinie Zachodnim. 7 października 1961 na nabrzeżu Gröbenufer zgromadziło się co najmniej 2500 mieszkańców Berlina Zachodniego biorąc udział w uroczystościach żałobnych. Również pogrzeb 18 października 1961 miał oficjalny charakter, uroczystość z udziałem rady dzielnicowej Kreuzberga transmitowana była na żywo przez Radio RIAS.
Żyjący w RFN brat ofiary potwierdził jej tożsamość.
Dzisiaj o zdarzeniu przypomina umieszczony na nabrzeżu Gröbenufer wzniesiony jeszcze w 1961 r. kamień pamiątkowy. Pamięci ofiary poświęcony jest również jeden z tzw. Białych Krzyży wzniesionych w miejscu pamięci niedaleko budynku Reichstagu.